# Fintel
Fintel er en kommune med godt 2.850 indbyggere (2013) i Samtgemeinde Fintel i den sydøstlige del af Landkreis Rotenburg (Wümme), i den nordlige del af den tyske delstat Niedersachsen.

## Geografi
Området omkring Fintel er hovedsageligt landbrugsland, men er i udkanten af kommunen skovbevokset. Fra syd mod nordvest løber Ruschwede gennem kommunen Fintel, og nordligere løber fra øst mod vest Fintau. En del af denne er fredet, idet 69,7 af det 416 ha store naturschutzgebiet, Oberes Fintautal ligger i kommunen, mens resten ligger i Heidekreis. I nærheden, mod nord ligger det 3,6 ha store naturschutzgebiet Finteler Wacholderlandschaft.

### Nabokommuner
Kommunen Fintel omgives af følgende kommuner (med uret fra nord):
- Königsmoor (Landkreis Harburg)
- Schneverdingen (Heidekreis)
- Scheeßel
- Vahlde